# Evarcha reiskindi
Espèce
Evarcha reiskindi est une espèce d'araignées aranéomorphes de la famille des Salticidae.

## Distribution
Cette espèce est endémique des Palaos.

## Description
Les mâles mesurent de 6,0 à 7,0 mm et les femelles de 5,7 à 8,5 mm.

## Étymologie
Cette espèce est nommée en l'honneur de Jonathan Reiskind.

## Publication originale
- Berry, Beatty & Prószyński, 1996 : Salticidae of the Pacific Islands. I. Distributions of twelve genera, with descriptions of eighteen new species. Journal of Arachnology, vol. 24, no 3, p. 214-253 (texte intégral).